# Eduard Matykiewicz
Eduard Matykiewicz (* 8. prosince 1946, Karviná) je český politik, bývalý senátor za obvod č. 75 – Karviná a člen KSČM.

## Vzdělání, profese a rodina
V letech 1961-1964 vystudoval obor mechanik elektronických zařízení. Mezi lety 1964-1974 v tomto oboru pracoval v podniku Kavoz. V letech 1974-1982 působil jako pracovník Národní fronty. V období 1981-1988 byl zaměstnán jako politický pracovník OV KSČ Karviná. Mezi lety 1983-1988 studoval na Vysoké politické škole sociálně politických věd Praha. V letech 1989-1995 předsedal Městskému výboru KSČM Karviná, poté do roku 2005 vedl Okresní výbor této strany tamtéž. Po neúspěšných volbách v roce 2008 se opět vrátil na placené funkce ve vedení strany. Je ženatý, má dvě děti.

## Politická kariéra
V roce 1965 vstoupil do KSČ, později přešel do KSČM. V letech 1998-2003 zasedal v zastupitelstvu města Karviná, kde v letech 1998-2002 zastával funkci radního.
Ve volbách 2002 se stal členem horní komory českého parlamentu, když v obou kolech porazil občanského demokrata Petra Trojka. V senátu se angažoval ve Výboru pro evropskou integraci (2002-2004) a ve
Výboru pro záležitosti Evropské unie (2004-2008). Ve volbách 2008 svůj mandát obhajoval, ovšem v prvním kole obdržel 16,94 % hlasů a skončil na druhém místě, když nestraník kandidující za ČSSD získal potřebnou většinu (53,34 % hlasů) již v prvním kole.